# (300123) 2006 VE12
(300123) 2006 VE12 es un asteroide perteneciente al cinturón de asteroides, descubierto el 11 de noviembre de 2006 por el equipo del Mount Lemmon Survey desde el Observatorio del Monte Lemmon, Arizona, Estados Unidos.

## Designación y nombre
Designado provisionalmente como 2006 VE12.

## Características orbitales
2006 VE12 está situado a una distancia media del Sol de 3,103 ua, pudiendo alejarse hasta 3,142 ua y acercarse hasta 3,064 ua. Su excentricidad es 0,012 y la inclinación orbital 8,916 grados. Emplea 1996,98 días en completar una órbita alrededor del Sol.
Los próximos acercamientos a la órbita de Júpiter se producirán el 21 de noviembre de 2082, el 20 de noviembre de 2092 y el 14 de octubre de 2153, entre otros.

## Características físicas
La magnitud absoluta de 2006 VE12 es 15,6.